# Kloster der Heimsuchung (Freiburg)
Das Kloster der Heimsuchung ist ein Frauenkloster der Salesianerinnen in Freiburg im Üechtland.  

## Geschichte

### Frühe Neuzeit
Am 6. Juni 1610, dem Dreifaltigkeitssonntag, wurde das erste Kloster der Heimsuchungsschwestern in Annecy in Frankreich gegründet. Bischof war zu der Zeit Franz von Sales. Der Name Orden von der Heimsuchung Mariens basiert auf dem im Lukasevangelium beschriebenen Besuch der mit Jesus Christus schwangeren Maria bei ihrer Cousine Elisabeth (Mariä Heimsuchung). Die ersten Schwestern waren Johanna Franziska von Chantalar, Charlotte de Bréchard, Jacqueline Favre und Jacqueline Coste. Die Heimsuchungsschwestern sollten Arme, Kranke und Bedürftige daheim aufsuchen, um ihnen zu helfen. 
1635 flohen sieben Schwestern vor dem Dreissigjährigen Krieg aus Besançon nach Fribourg. 1651 erhielt die Gemeinschaft von der Freiburger Regierung die Erlaubnis, sich im Kanton niederzulassen und ein Kloster zu gründen. Von 1653 bis 1656 wurde unter dem Architekten Jean-François Reyff die Kirche der Visitation an der Murtengasse errichtet. Die Stieftochter Catherine Elisabeth Ratzé wollte angeblich dem Orden beitreten, die Familie war jedoch nicht reich genug. Durch seinen Einsatz für den Kirchenbau soll Reyff der Stieftochter den Eintritt ins Kloster doch noch ermöglicht haben.
Beim Bau ihrer Kirche halfen die Schwestern mit, indem sie im Rad traten, um die Sandsteine von der Saane heraufzuziehen, Steine zur Baustelle schleppten oder am Gewölbe arbeiteten. Auch bei der Restauration der Kirche in den 1970er-Jahren legten sie Hand an und erneuerten unter anderem unter Anleitung die Deckenmalerei im seitlichen Chor.
Im Jahr 1798 nahm das Kloster zahlreiche Aristokratinnen auf, die sich dem revolutionären Gedankengut widersetzen. Die Behörden der Helvetischen Republik beschlagnahmten die Güter des Klosters und stellten dieses unter staatliche Verwaltung. Die Visitandinnen widmeten sich bis zur endgültigen Schliessung des Pensionats im Jahr 1922 der Erziehung junger Mädchen.

### Heutige Nutzung
Die Bibliothek des Klosters der Visitation hat einen bedeutenden kulturhistorischen Wert, auch für die Geschichte der Stadt und des Kantons Freiburg. Der Bestand umfasst Werke des 17. bis 19. Jahrhunderts aus den Sparten der Theologie, der Ordensgeschichte und der salesianischen Spiritualität.
2011 beschlossen die Schwestern ihre Bibliothek dem Kanton Freiburg zu übergeben. Die Sammlung von etwa 6'000 Werken wird von der Kantons- und Universitätsbibliothek (KUB) verwahrt, inventarisiert und der Öffentlichkeit zugänglich gemacht.
Das durchbohrte Herz Jesu ist das Ordenswappen. 2013 lebten 18 Ordensschwestern im Kloster der Heimsuchung in Freiburg. Das einzige weitere Kloster der Visitandinnen in der Schweiz ist in Solothurn ansässig.